# Nadezhda Olizarenko
Nadezhda ("Nadia") Fiódorovna Olizarenko (Bryansk, RSFS de Rusia; 28 de noviembre de 1953-Odesa, Ucrania; 18 de febrero de 2017) fue una atleta rusa especialista en pruebas de distancia media que compitió representando a la Unión Soviética. En los Juegos Olímpicos de Moscú 1980 ganó la medalla de oro en los 800 metros y la de bronce en los 1500 m.

## Biografía
Comenzó a destacar en el atletismo relativamente tarde. En 1977 bajó por primera vez de los dos minutos en los 800 metros, y al año siguiente, todavía con su apellido de soltera Mushta, ganó la medalla de plata en los Campeonatos de Europa al aire libre de Praga haciendo su mejor marca personal con 1:55,82 y siendo superada únicamente por su compatriota Tatiana Providokhina. Ambas fueron además las dos mejores del ranking  mundial del año.
Mushta completó su actuación en ese europeo con la medalla de plata en la prueba de relevos 4x400 metros, donde la Unión Soviética acabó por detrás de Alemania Oriental
En 1979 consiguió la victoria en los 800 m de la Universiada de Ciudad de México, y la segunda posición en la Copa del Mundo de Montreal, donde el triunfo se lo llevó la búlgara Nikolina Shtereva.
Poco después contrajo matrimonio con el atleta soviético de 3.000 m obstáculos Sergei Olizarenko, de quien tomó su apellido.
1980 sería el año más importante de su carrera deportiva. El 12 de junio, durante una competición en Moscú previa a los Juegos Olímpicos logró establecer un nuevo récord mundial de los 800 metros con 1:54,85. Además en esa prueba derrotó a la poseedora del récord anterior, la también soviética Tatiana Kazánkina.
Ya en los Juegos Olímpicos de Moscú, Olizarenko era la clara favorita para ganar el oro en los 800 metros. En la final celebrada el 27 de julio en el Estadio Lenin, dominó la carrera de principio a fin, y volvió a batir su propio récord mundial con una increíble marca de 1:53,43. El podio lo completaron otras dos soviéticas, Olga Mineyeva (1:54,9) y Tatiana Providokhina (1:55,5)
El récord mundial de Olizarenko permaneció vigente hasta que fue batido en 1983 por la checa Jarmila Kratochvílová (1:53,28 en Múnich). No obstante, a día de hoy, 27 años después, sigue siendo la segunda mejor marca mundial de todos los tiempos y permanece también como récord olímpico.
Para completar su actuación en Moscú, cinco días después Olizarenko ganó también la medalla de bronce en los 1.500 metros (3:59,6), una prueba en la que no participaba habitualmente, y donde venció su compatriota y plusmarquista mundial Tatiana Kazánkina (3:56,6), seguida de la alemana oriental Christina Wartenberg (3:57,8)
Tras los Juegos estuvo ausente durante dos años de las pistas de atletismo. Aunque parecía que se había retirado, regresó en 1983. Poco antes de los Juegos Olímpicos de Los Ángeles 1984, hizo en Kiev una marca de 1:56,37 demostrando que estaba en condiciones de revalidar su título olímpico. Sin embargo la renuncia de su país a participar en la cita olímpica de Los Ángeles en respuesta al boicot americano los Juegos de Moscú, le impidió acudir a esta cita. El oro olímpico se lo llevaría finalmente la rumana Doina Melinte, en una de las pruebas que más se vieron afectadas por el boicot, dado el claro dominio de las soviéticas.
En 1985 continuó haciendo buenas marcas, aunque se vio derrotada en los Campeonatos de Europa Indoor de Pireo por la rumana Ella Kovacs, debiendo conformarse con la medalla de plata. Ya en el verano solo pudo ser tercera en la Copa del Mundo de Camberra, tras la alemana Christine Wachtel y la checa Kratochvilova.
Cuando parecía que su tiempo ya había pasado, en 1986, ya con 32 años, consiguió la medalla de oro en los Campeonatos de Europa al aire libre de Stuttgart con 1:57,15 en una final muy apretada en la que derrotó a la alemana oriental Sigrun Wodars (1:57,42) y a la también soviética Lyubov Gurina (1:57,73)
Tras este éxito ya no volvería a lograr resultados destacables. Sus últimas competiciones importantes fueron los Campeonatos del Mundo de Roma 1987, donde fue 7ª en la final, y los Juegos Olímpicos de Seúl 1988, donde sufrió una lesión y acabó última de su semifinal.

## Resultados
| Año  | Competición                 | Lugar     | Puesto                      | Marca         |
| ---- | --------------------------- | --------- | --------------------------- | ------------- |
| 1978 | Campeonato de Europa        | Praga     | 2ª en 800 m 2ª en 4 × 400 m | 1:55,8 3:22,5 |
| 1979 | Copa del Mundo              | Montreal  | 2ª en 800 m                 | 2:01,09       |
| 1980 | Juegos Olímpicos            | Moscú     | 1ª en 800 m 3ª en 1500 m    | 1:53,5 3:59,6 |
| 1985 | Cameponato de Europa Indoor | Pireo     | 2ª en 800 m                 | 2:00,90       |
| 1985 | Copa del Mundo              | Canberra  | 3ª en 800 m                 | 2:02,17       |
| 1986 | Campeonato de Europa        | Stuttgart | 1ª en 800 m                 | 1:57,15       |
| 1987 | Campeonato del Mundo        | Roma      | 7ª en 800 m                 | 2:00,28       |

## Marcas personales
- 400 metros - 50,96 (Moscú, 12 Jul 1980)
- 800 metros - 1:53,43 (Moscú, 27 Jul 1980)
- 1.500 metros - 3:56,8 (Moscú, 6 Jul 1980)